# Fabrizio Tescari
Fabrizio Tescari (né le 6 avril 1969 à Asiago, dans la province de Vicence, en Vénétie) est un ancien skieur alpin italien. Il est l'époux de Morena Gallizio skieuse alpine italienne.Il est 37e lors de la coupe du monde en 1999.

## Palmarès

### Coupe du monde
- Meilleur résultat au classement général : 37e en 1999
  - 1 victoire : 1 slalom

### Saison par saison
- Coupe du monde 1992 :
  - Classement général : 77e
- Coupe du monde 1993 :
  - Classement général : 65e
    - 1 victoire en slalom : Sestrières
- Coupe du monde 1994 :
  - Classement général : 87e
- Coupe du monde 1995 :
  - Classement général : 116e
- Coupe du monde 1996 :
  - Classement général : 54e
- Coupe du monde 1997 :
  - Classement général : 59e
- Coupe du monde 1998 :
  - Classement général : 45e
- Coupe du monde 1999 :
  - Classement général : 37e
- Coupe du monde 2000 :
  - Classement général : 86e
- Coupe du monde 2001 :
  - Classement général : 114e

### Arlberg-Kandahar
- Meilleur résultat : 22e place dans le slalom 1992 à Garmisch